# Brezzo di Bedero

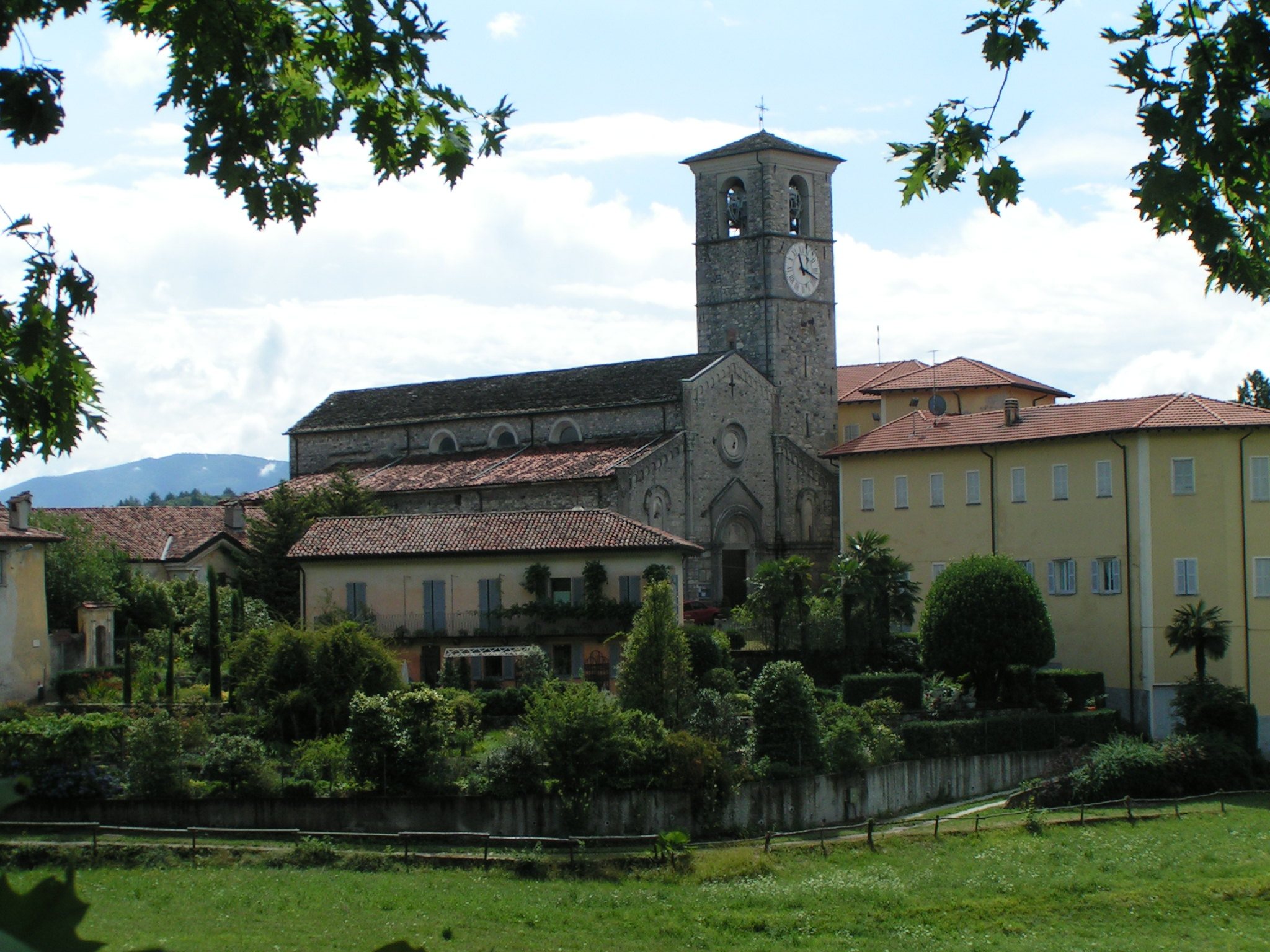
Romanische Kirche San Vittore in Brezzo di Bedero

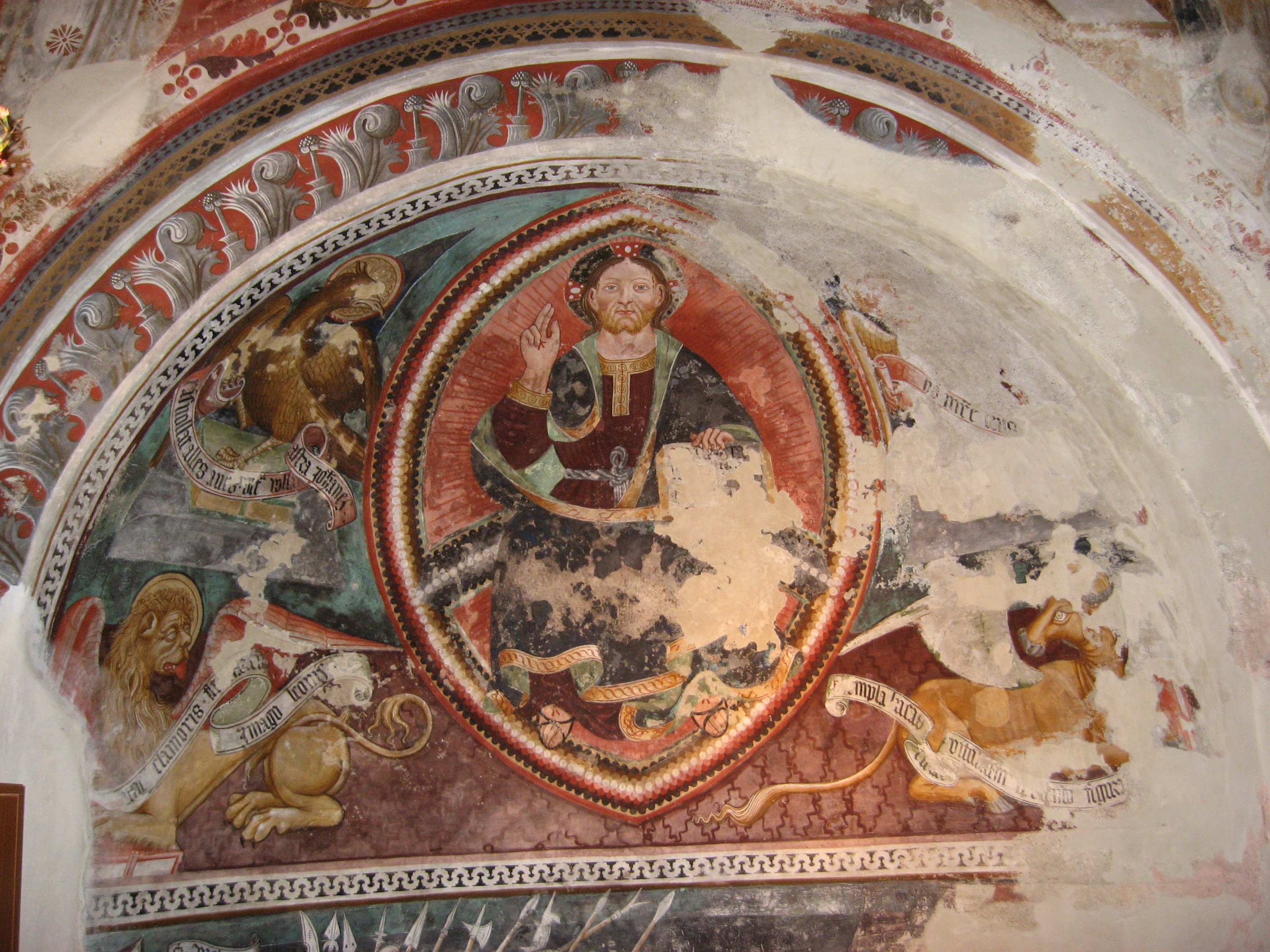
Kirche San Vittore, Fresko mit Majestas Domini

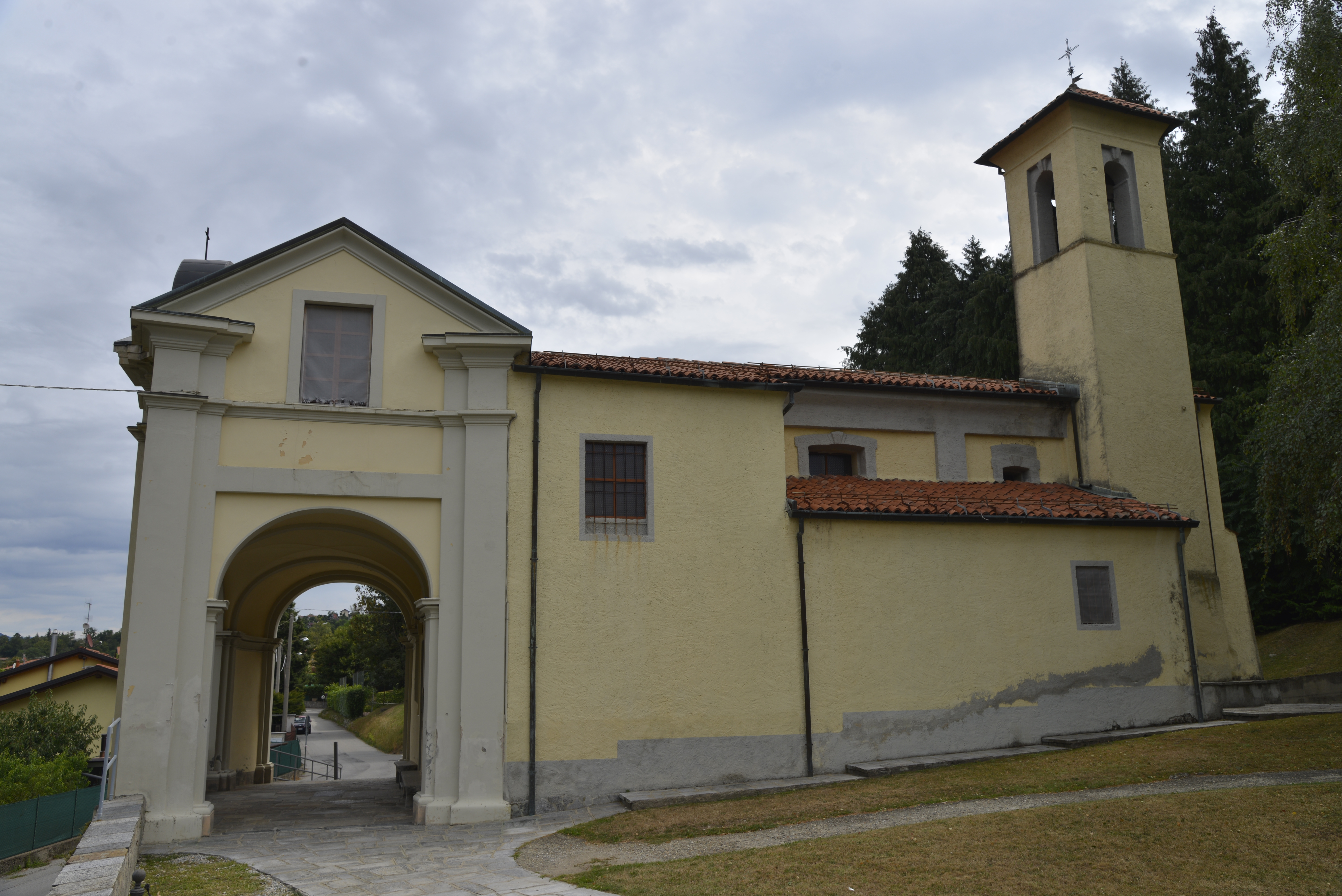
Kirche Santa Maria Bambina

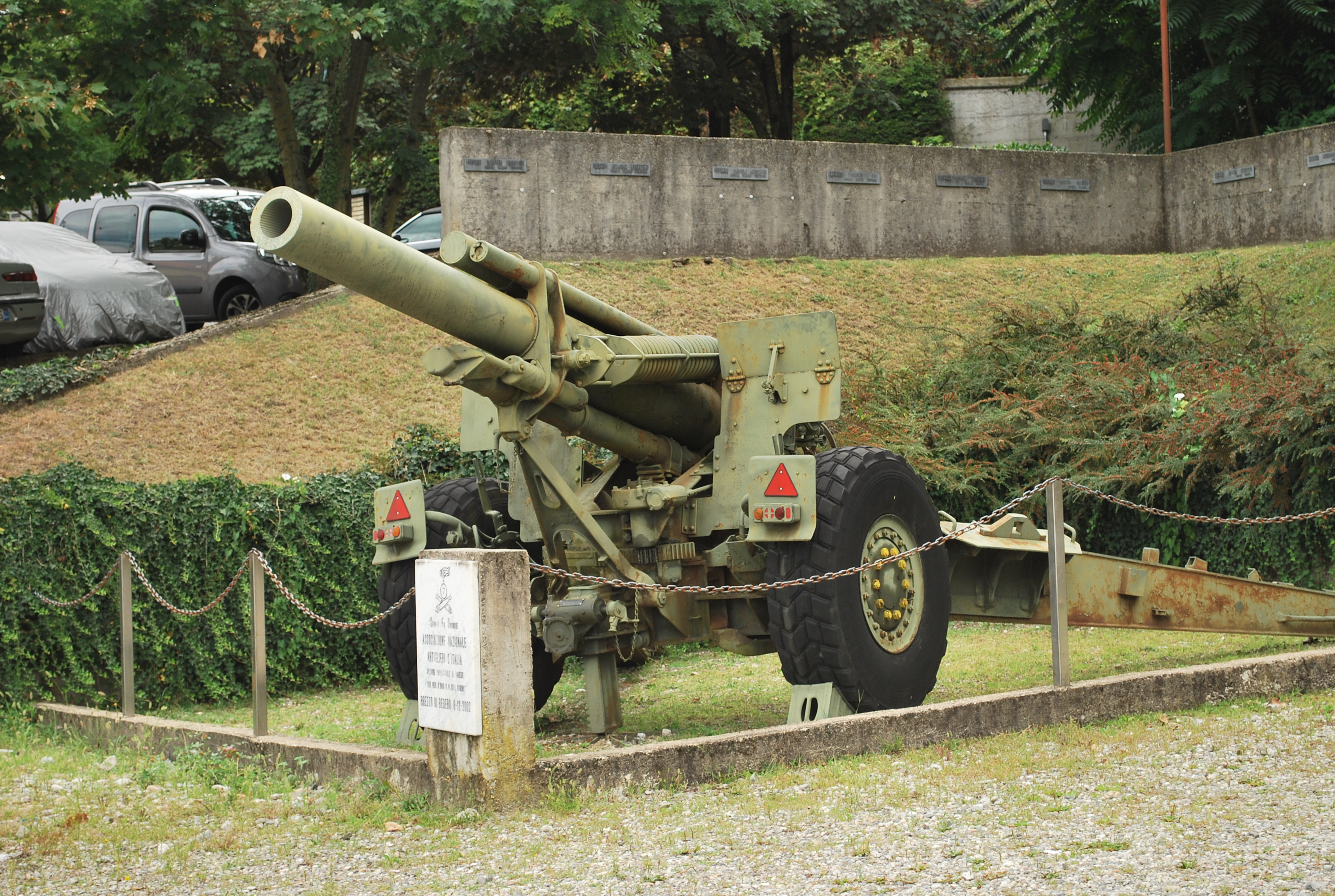
Kanone des Zweiten Weltkriegs

Brezzo di Bedero ist eine italienische Gemeinde (comune) in der Provinz Varese in der Region Lombardei Sie gehört zur Comunità montana Valli del Verbano.

## Geographie
Brezzo di Bedero liegt wenige Kilometer südlich von Luino am Ostufer des Lago Maggiore.
Die Gemeinde bedeckt eine Fläche von 8 km². Zu Brezzo di Bedero gehören die Ortsteile (Fraktionen) Bedero, Brezzo, Pralongo, Pisciò, Lantis, La Canonica und Trigo. Auf dem Gemeindegebiet befindet sich das Feriendorf Villaggio Olandese. Die Nachbargemeinden sind Brissago-Valtravaglia, Germignaga und Porto Valtravaglia.

## Geschichte
Im 13. Jahrhundert gehörte Bedero zur Castellanza von Val Travaglia, einer Herrschaft des Erzbischofs von Mailand, und hatte 1283 15 Brände. Nach den Antworten auf die 45 Fragen der II. Junta der Volkszählung von 1751 war Bedero, das zur Gemeinde Val Travaglia gehörte, mit dem Markgrafen Cosmo Cesare Morigia (Moriggia) belehnt und zahlte jährlich 80 Lire und 12 Soldi an den Feudalherrn.
Der Feudalrichter, Carlo Luino, wohnte nicht im Dorf und erhielt jedes Jahr eine Lira und 10 Soldi. Der Konsul der Gemeinschaft leistete keinen Eid.
Bedero, in dem 386 Seelen lebten, sowohl eintreibbare als auch nicht eintreibbare, hatte keine andere Gemeinde unter sich, noch war es einer anderen Gemeinde unterstellt; außerdem erhob es keinen Anspruch auf Unabhängigkeit von der Provinz, in der es natürlich blieb. In der Gemeinde gab es keinen allgemeinen Rat, sondern einen besonderen Rat, der sich aus acht Abgeordneten zusammensetzte, die aus einer Zahl von 32 gewählt wurden, von denen 16 aus den ersten Schätzern und 16 aus den kleinen Schätzern stammten. Aus den acht Abgeordneten, die durch das Los bestimmt wurden, wurde ebenfalls durch das Los ein Bürgermeister gewählt, der die besondere Aufgabe hatte, die Verwaltung der öffentlichen Angelegenheiten zu überwachen. Für die Verteilung der Steuerlast waren der Bürgermeister und der Kanzler zuständig.
Nach der vorübergehenden Vereinigung der lombardischen Provinzen mit dem Königreich Sardinien wurde die Gemeinde Brezzo di Bedero mit 741 Einwohnern, die von einem fünfzehnköpfigen Gemeinderat und einem zweiköpfigen Stadtrat verwaltet wird, gemäß der durch das Gesetz vom 23. Oktober 1859 festgelegten Gebietsaufteilung dem Bezirk V von Luvino, Bezirk II von Varese, Provinz Como, zugeordnet.
Bei der Gründung des Königreichs Italien im Jahr 1861 hatte die Gemeinde 792 Einwohner (Volkszählung 1861). Nach dem Gemeindegesetz von 1865 wurde die Gemeinde von einem Bürgermeister, einer Junta und einem Rat verwaltet. Im Jahr 1867 wurde die Gemeinde in denselben Bezirk, Kreis und dieselbe Provinz eingegliedert (Verwaltungsbezirk 1867). Im Jahr 1924 wurde die Gemeinde in den Bezirk Varese der Provinz Como eingegliedert. Nach der Gemeindereform von 1926 wurde die Gemeinde von einem Podestà verwaltet. Im Jahr 1927 wurde die Gemeinde der Provinz Varese zugeschlagen. Im Jahr 1928 wurde die Gemeinde Brezzo di Bedero mit der Gemeinde Luino zusammengelegt (Königlicher Erlass Nr. 17 vom 5. Januar 1928).

## Bevölkerung
| Bevölkerungsentwicklung | Bevölkerungsentwicklung | Bevölkerungsentwicklung | Bevölkerungsentwicklung | Bevölkerungsentwicklung | Bevölkerungsentwicklung | Bevölkerungsentwicklung | Bevölkerungsentwicklung | Bevölkerungsentwicklung | Bevölkerungsentwicklung | Bevölkerungsentwicklung | Bevölkerungsentwicklung | Bevölkerungsentwicklung | Bevölkerungsentwicklung | Bevölkerungsentwicklung |
| ----------------------- | ----------------------- | ----------------------- | ----------------------- | ----------------------- | ----------------------- | ----------------------- | ----------------------- | ----------------------- | ----------------------- | ----------------------- | ----------------------- | ----------------------- | ----------------------- | ----------------------- |
| Jahr                    | 1751                    | 1805                    | 1809                    | 1853                    | 1881                    | 1901                    | 1921                    | 1951                    | 1971                    | 1961                    | 1991                    | 2001                    | 2011                    | 2021                    |
| Einwohner               | 386                     | 576                     | *849                    | 726                     | 813                     | 809                     | 765                     | 725                     | *683                    | 716                     | 820                     | 950                     | 1185                    | 1218                    |

- 1809 Fusion mit Muceno
- 1928 Fusion mit Luino

## Sehenswürdigkeiten
- Die Collegiata bewahrt Antiphonäre des 12. und 14. Jahrhunderts, die für das Studium der ambrosianischen Musik wichtig sind. Seit 1972 findet in der Canonica jeweils von Juli bis September das klassische Musikfestival „Stagione Musicale della Canonica“ statt.[3][4][5] Ebenfalls zu erwähnen ist die um 1700 gebaute Orgel.
- Kirche San Pietro
- Kirche San Rocco
- Kirche Santa Maria Bambina in der Ortschaft Pianezza
- Villa Vegezzi.

## Persönlichkeiten
- Paul Baumgartner (1903–1976) war ein Schweizer Pianist. Seine Villa in der nach ihm benannten Via Baumgartner vermachte er der Comune, die darin ein Kultur- und Jugendzentrum einrichtete.
- Friedrich Karl von Koenig-Warthausen (1906–1986) war ein deutscher Pilot und Gutsherr. Er umrundete von 1928 bis 1929 als erster die Welt im Alleinflug. Er lebte von 1973 bis 1986 in der Località Castellaccio, seinem Adlerhorst.
- Ernst W. Wies (1922–2012) war ein deutscher Historiker, Publizist und Autor historischer Sachbücher. Er bewohnte das erste Haus in der Via Europa unita.

## Tourismus
- Pro Loco Brezzo di Bedero[6]